# 블랙 호크 다운 (영화)
《블랙 호크 다운》(영어: Black Hawk Down)은 2001년에 제작된 전쟁 영화이다. 리들리 스콧이 감독이며, 1993년 일어난 모가디슈 전투를 소재로 이야기가 전개된다. 1999년 발행된 마크 보든(Mark Bowden)의 논픽션 《블랙 호크 다운》(Black Hawk Down: A Story of Modern War)이 원작이다.

## 줄거리
1992년, 내전으로 인해 소말리아 남부에 기근이 발생하자 유엔 안전보장이사회는 평화유지군 파견을 승인했다. UNOSOM II와 모하메드 파라 아이디드에게 충성하는 모가디슈 기반 민병대 사이에 충돌이 발생했다. 이에 클린턴 미국 대통령은 제3대대/제75레인저연대, 델타포스 대원, 그리고 제160 SOAR 비행 승무원으로 구성된 태스크포스 레인저를 모가디슈에 파견하여 스스로 대통령을 자처한 아이디드를 체포했다. 아이디드의 민병대는 적십자사의 식량 배급선을 공격하여 구호품을 훔쳤지만, 레인저스는 교전 규칙 때문에 대응할 수 없었다.
모가디슈 외곽에서 레인저스와 델타포스는 아이디드 민병대에 무기를 판매하던 파벌 지도자 오스만 알리 아토를 체포했다. 미국은 아이디드의 최고 고문인 오마르 샐러드 엘미와 압디 하산 아왈레 케이브디드를 생포하는 임무를 계획하고 있다.
임무 수행에 앞서, 매튜 에버스만 상사는 부관이 발작을 일으킨 후 레인저 초크 4의 첫 지휘권을 받는다. 그의 초크에는 18세의 신입 일등병 토드 블랙번과 전직 서기 출신의 전문 대원 존 그라임스가 있다.
델타 포스 대원들은 목표 건물 안에서 아이디드의 고문들을 생포하는 동안, 지상 호송대를 호위하던 레인저와 헬리콥터들은 집결하는 민병대의 집중 포화를 견뎌낸다. 블랙번은 블랙 호크 헬리콥터에서 추락하여 중상을 입었고, 제프 스트루커 상사가 이끄는 험비 3대가 호송대에서 분리되어 블랙번을 유엔이 점령한 모가디슈 공항으로 귀환시킨다. 그라임스는 RPG 폭발에서 살아남아 에버스만의 초크에서 분리된다.
스트루커 부대가 출발한 직후, 준위 클리프턴 "엘비스" 월콧이 조종하는 블랙 호크 슈퍼 식스-1이 로켓 추진 유탄에 격추된다. 월콧과 그의 부조종사는 사망하고, 승무원 두 명이 부상을 입었으며, 탑승 중이던 델타 포스 저격수 두 명은 MH-6 리틀 버드 헬리콥터를 타고 탈출한다.
지상군은 추락 현장으로 이동하기 위해 경로를 변경한다. 민병대는 대니 맥나이트 중령의 험비 부대가 해당 지역에 접근하지 못하도록 도로를 봉쇄하여 많은 사상자를 낸다. 한편, 에버스먼 부대를 포함한 레인저 부대 두 대가 추락 현장에 도착하여 방어선을 구축하는 한편, 준위 마이클 듀런트가 조종하는 또 다른 헬리콥터인 슈퍼 식스-4 역시 로켓 추진 유탄에 격추되어 몇 블록 떨어진 곳에 추락한다.
마이크 스틸 대위가 이끄는 주력 레인저 부대가 고립되고 많은 사상자가 발생하면서, 지상군은 슈퍼 식스-포에 도달하거나 슈퍼 식스-원을 방어하는 레인저 부대를 지원할 수 없게 되었다. 델타 포스 저격수 두 명, 랜디 슈거트 상사와 게리 고든 상사는 슈퍼 식스-포의 추락 현장을 확보하기 위해 헬리콥터를 타고 투입되기를 자원했고, 그곳에서 듀런트는 아직 살아 있는 것을 발견했다. 그들의 영웅적인 행동에도 불구하고, 현장은 함락되었고, 고든과 슈거트는 전사하고 듀런트는 포로로 잡혔다.
맥나이트 부대는 식스-원 추락 현장으로의 접근을 포기하고 포로와 사상자를 데리고 기지로 복귀했다. 이들은 레인저 부대와 전사한 조종사들을 구출하기 위해 복귀할 준비를 하고, 개리슨 소장은 말레이시아군과 유엔 연합군의 파키스탄 기갑부대를 포함한 제10산악사단의 지원군을 요청했다.
밤이 되자 아이디드의 민병대가 슈퍼 식스 원 추락 현장에 갇힌 미군을 향해 지속적인 공격을 개시한다. 10 산악사단의 구호 부대가 미군에게 도착할 때까지 무장 세력은 밤새도록 AH-6J 리틀 버드 헬리콥터의 기총 소사와 로켓 공격으로 저지된다. 부상자와 부상자들은 차량으로 후송되지만, 일부 레인저스와 델타 포스 대원들은 추락 현장에서 모가디슈 경기장의 안전 지대로 이동하기 위해 도보로 이동해야 한다.
후문에 따르면 듀런트는 11일간의 포로 생활 끝에 석방되었고, 고든과 슈가트는 베트남 전쟁 이후 최초로 사후 명예 훈장을 수여받았으며, 개리슨 장군은 임무 결과에 대한 전적인 책임을 지고 1996년 8월 아이디드가 전사한 다음 날 은퇴했다.

## 출연
- 조쉬 하트넷 (Josh Hartnett) - 75레인저 연대 맷 에버스만 하사
- 이완 맥그리거 (Ewan McGregor) - 75레인저 연대 존 그림즈 상병
- 에릭 바나 (Eric Bana) - 델타포스 놈 후트 중사
- 톰 시즈모어 (Tom Sizemore) - 대니 맥나이트 중령
- 윌리엄 피츠너 (William Fichtner) - 델타포스 제프 샌더슨 중사
- 제이슨 아이작스 (Jason Isaacs) - 75레인저 연대 중대장 마이크 스틸 대위
- 제러미 피번 (Jeremy Piven) - UH-60 블랙호크 슈퍼 61 파일럿 클리프 울콧 준위
- 샘 셰퍼드 (Sam Shepard) - 윌리엄 개리슨 소장
- 올랜도 블룸 (Orlando Bloom) - 75레인저 연대 타드 블랙번 일병
- 브렌던 섹스턴 3세 (Brendan Sexton III) - 리처드 코발브스키
- 론 엘다드 (Ron Eldard) - UH60 블랙호크 슈퍼 64 파일럿 마이크 듀런트 준위
- 리처드 타이슨 (Richard Tyson) - 대니얼 부시
- 글렌 모샤워 (Glenn Morshower) - 매튜스

## 한국판 성우진(KBS)
- 성완경 - 맷 에버스만 하사(조쉬 하트넷)
- 송두석 - 윌리엄 게리슨 소장(샘 셰퍼드)
- 김일 - 그라임스(이완 맥그리거)
- 장광 - 크립스(스티븐 포드)
- 이호인 - 마이크 스틸 대위(제이슨 아이작스)
- 오인성 - 제프 샌더슨 중사(윌리엄 피츠너)
- 강구한 - 대니 맥나이트 중령(톰 시즈모어)
- 홍시호 - 놈 후트 중사(에릭 바나)
- 김환진 - 웩스(킴 코아테스) / 블랙호크 조종사(제이슨 힐드브랜트)
- 서문석 - 매튜스(글렌 모샤워) / 아토(조지 해리스) / 게리 고든(니콜라이 코스테르발다우)
- 장승길 - 해럴(젤코 이바네크)
- 원호섭 - 넬슨(유언 브렘너) / 슈거트(자니 스트롱)
- 위훈 - 텀블리(톰 하디)
- 임채헌 - 마이크 듀랜트 준위(론 엘다드) / 슈미트(휴 댄시)
- 이규석 - 겔타인(그레고리 스포레더) / 워델(이안 버고)
- 이장원 - 고피나(보이드 케스트너) / 부쉬(리처드 타이슨)
- 류다무현 - 스트루거 병장(브라이언 밴 홀트) / 팜비(트레바 에티엔느)
- 유동균 - 토드 블랙번(올랜도 블룸) / 유렉 하사(톰 가이리) / 군인(요안 그리피드) / 군인(택 피트제럴드)
- 김관진 - 루이즈(엔리케 머시아노) / 블랙호크 조종사(제레미 피번) / 운전병(마이클 루프)
- 이원준 - 도미니크 필라 하사(대니 호치) / 스미스(찰리 호프하이머)
- 고재균 - 커스(가브리엘 카세우스) / 군인(매슈 마즈든) / 블랙호크 조종사(파벨 보쿰)
- 은영선 - 스테파니(지아니나 파시오)

## 등장하는 무기들
- 75레인저 연대 대원들의 경우 M16A2 소총, M203 유탄발사기, M249 기관총, M60 E1 기관총을 사용한다.
- 험비에 장착된 화기는 M2 브라우닝 중기관총, M60 E1 기관총을 사용한다.
- 델타 포스 대원의 경우 콜트 M733 코만도 M1911 A1 권총을 사용한다. 슈퍼 64 파일럿을 구출하러 간 랜디 셔그하트 중사의 경우 M14 소총, M1911 A1 권총을, 게리 고든중사는 CAR-15, M1911 A1 권총을 사용한다.
- UH-60 블랙호크 헬리콥터 파일럿 마이클 듀란트 준위는 MP5A3 기관단총을 사용한다.
- UH-60 블랙호크에 M134 벌컨을 장착해 사용한다.
- 소말리아 민병대는 돌격소총 AK-47과 대전차 로켓 RPG-7을 사용한다.

## 같이 보기
- 소말리아 내전
- 모가디슈 전투
- UH-60 블랙호크